# هيساكو أميرة تاكامادو
هيساكو أميرة تاكامادو (10 يوليو 1953) أحد أعضاء العائلة الإمبراطورية اليابانية باعتبارها أرملة نوريهيتو أمير تاكامادو.